# Fidelity Investments
Fidelity Investments o Fidelity Management and Research (FMR LLC) es una empresa estadounidense especializada en gestión de activos y fondos de pensiones. Dirigida por Edward C. Johnson III y su hija Abigail Johnson, tiene sede social en Boston, Estados Unidos. Cotiza en el índice Nasdaq con el código FMR LLC.

## Historia
- 1946 : nace el fondo Fidelity Management and Research, creado por Edward C. Johnson II en Boston.
- 1969 : se crea Fidelity International Limited (FIL) que asegura el crecimiento internacional de Fidelity.
- 1990 : lanzamiento de la Sicav de derecho luxemburgués Fidelity Funds
- 1994 : se instala una oficina en París, Francia.

## Cronología reciente
- 2001 : lanzamiento de Fidelity Sicav - Fidelity 2e Génération, primer fondo francés.
- 2003 : Fidelity compra HR Access Solutions a IBM.[2]
- 2006 : lanzamiento de Fidelity Vida.

## Estrategia
Fidelity nació como una sociedad que buscaba el valor individual de la empresa más allá del sector al que pertenecía. Por eso, su estrategia confía en anticiparse al mercado para crear valor estable.

## España
Fidelity Investments es la segunda gestora con más poder en la Bolsa española, por detrás de Capital Group. Su inversión estaba valorada en casi 3.000 millones de euros en 2007. Entre sus apuestas destacaban Enagas (3% del capital), Grupo ACS (1,8%), Inditex (1,9%) e Indra Sistemas (3,9%). En 2006 se hizo público que había comprado el 1% de BBVA y había reducido su participación en Altadis desde el 4,972% al 3,993%.